# Satellite Award/Fernsehen/Bester Darsteller in einer Serie – Drama
Mit dem Satellite Award Bester Darsteller in einer Serie – Drama werden die Schauspieler geehrt, die als Hauptdarsteller herausragende Leistungen in einer Dramaserie gezeigt haben. Seit 2016 werden neben Dramaserien auch Genre-Serien berücksichtigt.
| Statistik (bis einschließlich Satellite Awards 2022) |                                                                         |
| Am häufigsten honorierter Hauptdarsteller            | Bryan Cranston für Breaking Bad (vier Siege)                            |
| Am häufigsten nominierter Hauptdarsteller            | Bryan Cranston für Breaking Bad (sechs Nominierungen, davon vier Siege) |
| Am häufigsten nominierter Hauptdarsteller ohne Sieg  | Jon Hamm für Mad Men (fünf Nominierungen)                               |

Es werden immer jeweils die Darsteller des Vorjahres ausgezeichnet.

## Nominierungen und Gewinner

### Ende 1990er
| Jahr | Preisträger    | für die Serie                           | Nominierungen |
| 1996 | David Duchovny | Akte X – Die unheimlichen Fälle des FBI | Andre Braugher für Homicide Anthony Edwards für Emergency Room – Die Notaufnahme Hector Elizondo für Chicago Hope – Endstation Hoffnung Dennis Franz für New York Cops – NYPD Blue |
| 1997 | Jimmy Smits    | New York Cops – NYPD Blue               | David Duchovny für Akte X – Die unheimlichen Fälle des FBI Dennis Franz für New York Cops – NYPD Blue Sam Waterston für Law & Order Michael T. Weiss für Pretender                 |
| 1998 | Ernie Hudson   | Oz – Hölle hinter Gittern               | George Clooney für Emergency Room – Die Notaufnahme Dylan McDermott für Practice – Die Anwälte Jimmy Smits für New York Cops – NYPD Blue Michael T. Weiss für Pretender            |
| 1999 | Martin Sheen   | The West Wing – Im Zentrum der Macht    | James Gandolfini für Die Sopranos Dylan McDermott für Practice – Die Anwälte Eamonn Walker für Oz – Hölle hinter Gittern Sam Waterston für Law & Order                             |

### 2000–2009
| Jahr | Preisträger       | für die Serie                  | Nominierungen |
| 2000 | Tim Daly          | Auf der Flucht                 | James Gandolfini für Die Sopranos Dennis Haysbert für Future Man Nicky Katt für Boston Public Martin Sheen für The West Wing – Im Zentrum der Macht                                                                        |
| 2001 | Kiefer Sutherland | 24                             | James Gandolfini für Die Sopranos Craig T. Nelson für The District – Einsatz in Washington William Petersen für CSI: Den Tätern auf der Spur Martin Sheen für The West Wing – Im Zentrum der Macht                         |
| 2002 | Kiefer Sutherland | 24                             | Michael Chiklis für The Shield – Gesetz der Gewalt Peter Krause für Six Feet Under – Gestorben wird immer Chi McBride für Boston Public Martin Sheen für The West Wing – Im Zentrum der Macht                              |
| 2003 | Michael Chiklis   | The Shield – Gesetz der Gewalt | David Boreanaz für Angel – Jäger der Finsternis Anthony LaPaglia für Without a Trace – Spurlos verschwunden Julian McMahon für Nip/Tuck – Schönheit hat ihren Preis David Paymer für Line of Fire Nick Stahl für Carnivàle |
| 2004 | Matthew Fox       | Lost                           | Vincent D’Onofrio für Law & Order Anthony LaPaglia für Without a Trace – Spurlos verschwunden James Spader für Boston Legal Treat Williams für Everwood                                                                    |
| 2005 | Hugh Laurie       | Dr. House                      | Denis Leary für Rescue Me Ian McShane für Deadwood Dylan Walsh für Nip/Tuck – Schönheit hat ihren Preis Jake Weber für Medium – Nichts bleibt verborgen                                                                    |
| 2006 | Hugh Laurie       | Dr. House                      | Michael C. Hall für Dexter Denis Leary für Rescue Me Bill Paxton für Big Love Matthew Perry für Studio 60 on the Sunset Strip Bradley Whitford für Studio 60 on the Sunset Strip                                           |
| 2007 | Michael C. Hall   | Dexter                         | Eddie Izzard für The Riches Hugh Laurie für Dr. House Denis Leary für Rescue Me Bill Paxton für Big Love James Woods für Shark                                                                                             |
| 2008 | Bryan Cranston    | Breaking Bad                   | Gabriel Byrne für In Treatment – Der Therapeut Michael C. Hall für Dexter Jon Hamm für Mad Men Jason Isaacs für Brotherhood David Tennant für Doctor Who                                                                   |
| 2009 | Bryan Cranston    | Breaking Bad                   | Gabriel Byrne für In Treatment Nathan Fillion für Castle Jon Hamm für Mad Men Lucian Msamati für The No. 1 Ladies’ Detective Agency Bill Paxton für Big Love                                                               |

### 2010–2019
| Jahr | Preisträger      | für die Serie | Nominierungen |
| 2010 | Bryan Cranston   | Breaking Bad  | Kyle Chandler für Friday Night Lights Josh Charles für Good Wife Michael C. Hall für Dexter Jon Hamm für Mad Men Stephen Moyer für True Blood                                                                             |
| 2011 | Timothy Olyphant | Justified     | Steve Buscemi für Boardwalk Empire Kyle Chandler für Friday Night Lights Bryan Cranston für Breaking Bad William H. Macy für Shameless Wendell Pierce für Treme                                                           |
| 2012 | Damian Lewis     | Homeland      | Bryan Cranston für Breaking Bad Jeff Daniels für The Newsroom Jon Hamm für Mad Men Jonny Lee Miller für Elementary Timothy Olyphant für Justified                                                                         |
| 2013 | Bryan Cranston   | Breaking Bad  | Jeff Daniels für The Newsroom Jon Hamm für Mad Men Freddie Highmore für Bates Motel Derek Jacobi für Last Tango in Halifax Michael Sheen für Masters of Sex Kevin Spacey für House of Cards Aden Young für Rectify        |
| 2014 | Clive Owen       | The Knick     | Martin Freeman für Fargo Woody Harrelson für True Detective Charlie Hunnam für Sons of Anarchy Mads Mikkelsen für Hannibal Lee Pace für Halt and Catch Fire Michael Sheen für Masters of Sex Billy Bob Thornton für Fargo |
| 2015 | Dominic West     | The Affair    | Kyle Chandler für Bloodline Timothy Hutton für American Crime Rami Malek für Mr. Robot Bob Odenkirk für Better Call Saul Liev Schreiber für Ray Donovan                                                                   |
| 2016 | Dominic West     | The Affair    | Rami Malek für Mr. Robot Bob Odenkirk für Better Call Saul Matthew Rhys für The Americans Liev Schreiber für Ray Donovan Billy Bob Thornton für Goliath                                                                   |
| 2017 | Jonathan Groff   | Mindhunter    | Brendan Gleeson für Mr. Mercedes Tom Hardy für Taboo Sam Heughan für Outlander Ewan McGregor für Fargo Harry Treadaway für Mr. Mercedes                                                                                   |
| 2018 | Brendan Gleeson  | Mr. Mercedes  | Jason Bateman für Ozark Bob Odenkirk für Better Call Saul Matthew Rhys für The Americans J. K. Simmons für Counterpart Billy Bob Thornton für Goliath                                                                     |
| 2019 | Tobias Menzies   | The Crown     | Brian Cox für Succession Brendan Gleeson für Mr. Mercedes Jonathan Groff für Mindhunter Damian Lewis für Billions Billy Bob Thornton für Goliath                                                                          |

### Ab 2020
| Jahr | Preisträger     | für die Serie                           | Nominierungen |
| 2020 | Bob Odenkirk    | Better Call Saul                        | Jason Bateman für Ozark Damian Lewis für Billions Tobias Menzies für The Crown Regé-Jean Page für Bridgerton Matthew Rhys für Perry Mason                                                                         |
| 2021 | Omar Sy         | Lupin                                   | Brian Cox für Succession Aldis Hodge für City on a Hill James Nesbitt für Bloodlands Jeremy Strong für Succession Titus Welliver für Bosch                                                                        |
| 2022 | Bob Odenkirk    | Better Call Saul                        | Shaun Evans für Der junge Inspektor Morse John C. Reilly für Winning Time: Aufstieg der Lakers-Dynastie Adam Scott für Severance J. K. Simmons für Night Sky Jeremy Allen White für The Bear: King of the Kitchen |
| 2023 | Gary Oldman     | Slow Horses – Ein Fall für Jackson Lamb | Brian Cox für Succession Harrison Ford für 1923 Pedro Pascal für The Last of Us Jeremy Strong für Succession |
| 2024 | Hiroyuki Sanada | Shōgun                                  | Donald Glover für Mr. & Mrs. Smith Jake Gyllenhaal für Aus Mangel an Beweisen Gary Oldman für Slow Horses – Ein Fall für Jackson Lamb Eddie Redmayne für Der Tag des Schakals Billy Bob Thornton für Landman      |